# Comme des frères
Comme des frères è un film francese del 2012 diretto da Hugo Gélin.